# 俊翔
俊翔（英語：Chun Cheung，代號J22）是香港觀塘區議會下轄的選區，2019年設立，涵蓋公屋及居者有其屋屋苑為主，2023年取消，末任區議員是為獨立人士謝淑珍。

## 範圍
選區位於油塘東北部，包括高俊苑及高翔苑，名稱亦由兩個屋苑取出次字而成，與其相連的選區有廣德、栢雅、油翠及油塘東，東面以澳景路連接調景嶺。選區因應人口分佈設有兩個投票站，分別設於高俊苑的保良局方王錦全幼稚園以及高翔苑的香港中國婦女會李樹培夫人啟知中心。

## 沿革
高俊苑於1995年落成，在2015年區議會選舉及以前屬油塘東選區，而高翔苑則於2004年落成，自2007年區議會選舉起，屬紀律部隊宿舍的高靜、高康、高鳳及高飛閣劃入油塘東，其餘樓宇則劃入油塘中。至2015年區議會選舉因應油塘東選區人口過多，高靜、高康閣劃入由油塘中分拆而成的翠翔選區內。
2018年選舉管理委員會因應原有翠翔及油塘東選區2019年預計人口均會超出法例許可的上限，故此需要增加新選區以吸納超出的人口。當中以翠翔原區界內高翔苑部分劃出新選區，並吸納油塘東選區的高俊苑及高翔苑的高鳳及高飛閣，組成俊翔選區，使各選區人口調整到法例許可幅度之內。諮詢時接未有接獲反對意見，結果維持原有計劃，劃出本選區。
2019年區議會選舉，前民主黨成員兼時任翠翔選區區議員的謝淑珍擊敗工聯會的對手黃啟燊，當選為本區首任議員（無獨有偶兩人於上一屆的區議會選舉於翠翔選區競逐過，而且同樣由謝淑珍勝出）。

## 歷屆議員
| 選區名稱 | 屆別           | 議員   | 政治聯繫 | 政治聯繫 |
| -------- | -------------- | ------ | -------- | -------- |
| 翠翔     | 2016年－2019年 | 謝淑珍 |          | 無黨籍   |
| 俊翔     | 2020年－2023年 | 謝淑珍 |          | 無黨籍   |

## 歷屆選舉結果
| 政党   | 政党   | 候选人    | 票数  | %     | ±      |
| ------ | ------ | --------- | ----- | ----- | ------ |
|        | 工聯會 | ①. 黃啟燊 | 2,721 | 37.79 | 新選區 |
|        | 獨立   | ②. 謝淑珍 | 4,480 | 62.21 | 新選區 |
| 多数票 | 多数票 | 多数票    | 1,759 | 24.42 | 新選區 |

| 政党   | 政党           | 候选人    | 票数  | %     | ±      |
| ------ | -------------- | --------- | ----- | ----- | ------ |
|        | 泛民區選聯盟   | ①. 謝淑珍 | 2,918 | 52.37 | +1.98  |
|        | 香港工會聯合會 | ②. 黃啟燊 | 2,654 | 47.63 | +29.44 |
| 多数票 | 多数票         | 多数票    | 264   | 4.74  | -19.64 |